# Nils Björklund
Nils Hans Vilhelm Björklund, född 17 oktober 1908 i Kristinehamn, Värmlands län, död 24 juli 1947 i Sundbybergs församling, Stockholms län, var en svensk kompositör.
Kompositioner av Björklund har spelats in av artister som Anders Börje, Ulla Sallert och Göte Lovén. Hans "Sommarpolska" används i filmen Kom till Casino. Björklund är gravsatt på Norra begravningsplatsen utanför Stockholm.